# Melicope cinerea
Melicope cinerea är en vinruteväxtart som beskrevs av Asa Gray. Melicope cinerea ingår i släktet Melicope och familjen vinruteväxter. IUCN kategoriserar arten globalt som starkt hotad. Inga underarter finns listade i Catalogue of Life.